# Хороший отец
«Хороший отец» (англ. The Good Father) — британский кинофильм 1985 года.

## Сюжет
После бракоразводного процесса Билл теряет возможность часто видеться с любимым сыном. Лучшему другу Билла также предстоит развод с женой, которая намеревается вскоре после него вступить в однополый брак со своей подругой, и вместе с ней воспитывать детей от первого брака. Билл решает помочь другу. Его цель — судебный вердикт, по которому ребёнок останется с его другом, а не с его бывшей женой.

## В ролях
- Энтони Хопкинс — Билл Хупер
- Джим Бродбент — Роджер Майлс
- Гарриет Уолтер — Эмми Хупер
- Фрэнсис Винер — Шерил Лэнгфорд
- Саймон Кэллоу — Марк Варда
- Мириам Маргулис — Джейн Пауэлл
- Джоан Уолли — Мэри Холл
- Майкл Бирн — Леонард Скраби
- Дженни Столлер — подружка Билла
- Джоанна Кирби — подружка Билла

## Награда
| Год  | Премия      | Категория | Название фильма | Результат  |
| ---- | ----------- | --------- | --------------- | ---------- |
| 1988 | Prix Italia | Драма     | Хороший отец    | Победитель |